# کونیمبل
کونیمبل (به انگلیسی: Coonamble) یک شهرک در استرالیا است که در نیو ساوت ولز واقع شده‌است.